# Валютно-кредитные отношения
Валю́тно-креди́тные отноше́ния — финансовые отношения между субъектами разных стран, то есть резидентами и нерезидентами, либо отношения между субъектами права одной страны, предметом которых является переход права собственности на валютные ценности и иных имущественных прав, связанных с валютными ценностями.

## Участники валютно-кредитных отношений
- Государства и государственные организации
- Международные организации
- Предприятия и организации различных организационно-правовых форм и видов деятельности:
Банки
Предприятия (производственные, торговые, сферы услуг и др.)
Финансовые организации (страховые компании, инвестиционные фонды, небанковские финансовые организации и др.)
Некоммерческие организации
Другие организации
- Предприниматели
- Граждане

## Виды валютно-кредитных отношений
- Расчётные операции, т.е операции, связанные с расчётом за поставленные товары, оказанные услуги
- Кредитные операции (кредитование, лизинг, факторинг, форфейтинг)
- Международные денежные переводы
- Ввоз и вывоз, а также пересылка валютных ценностей
- Операции в валюте, связанные с гражданско-правовыми отношениями (выплата заработной платы, стипендий, пособий, пенсий, алиментов, денежные компенсации, платежи, связанные с принятием наследства)
- Другие операции не торгового характера (например, обмен валюты и др.)

## Регулирование валютно-кредитных отношений
В разных странах действуют соответствующие системы, формы и методы регулирования валютно-кредитных отношений. В целом в мире наблюдается тенденция либерализации этого вида отношений, так как это соответствует общей мировой тенденции экономических, финансовых отношений, связанных с глобализацией.
Регулирование валютно-кредитных отношений осуществляется на разном уровне:
1. На мировом уровне путём принятия международных соглашений, в рамках формирования мировой валютной системы
2. На региональном уровне путём создания региональной валютной системы
3. На национальном уровне путём принятия соответствующих нормативных актов